# ذعلب
ذِعْلِب هو جنس من الفطريات في فصيلة الذعلبيات. هناك حوالي 70 نوعًا في الجنس المنتشر.